# Strumce
Strumce (izvirno srbsko Струмце) je naselje v Srbiji, ki upravno spada pod Občino Tutin; slednja pa je del Raškega upravnega okraja.

## Demografija
V naselju živi 41 polnoletnih prebivalcev, pri čemer je njihova povprečna starost 47,4 let (43,5 pri moških in 51,4 pri ženskah). Naselje ima 14 gospodinjstev, pri čemer je povprečno število članov na gospodinjstvo 3,29.
To naselje je, glede na rezultate popisa iz leta 2002, večinoma srbsko.
|  |

| Demografija | Demografija     | Demografija     |
| Leto        | Št. prebivalcev | Št. prebivalcev |
| ----------- | --------------- | --------------- |
|             |                 |                 |
|             |                 |                 |
|             |                 |                 |
|             |                 |                 |
| 1948        | 119             |                 |
| 1953        | 125             |                 |
| 1961        | 198             |                 |
| 1971        | 137             |                 |
| 1981        | 125             |                 |
| 1991        | 51              | 51              |
| 2002        | 56              | 46              |
|             |                 |                 |

| Etnična sestava po popisu iz leta 2002 | Etnična sestava po popisu iz leta 2002 | Etnična sestava po popisu iz leta 2002 | Etnična sestava po popisu iz leta 2002 | Etnična sestava po popisu iz leta 2002 |
| -------------------------------------- | -------------------------------------- | -------------------------------------- | -------------------------------------- | -------------------------------------- |
| Srbi                                   | Srbi                                   |                                        | 44                                     | 95,65%                                 |
| Bošnjaki                               | Bošnjaki                               |                                        | 2                                      | 4,34%                                  |
| Neznano                                | Neznano                                |                                        | 0                                      | 0,0%                                   |